# Prêmio ACIE de Cinema 2012
O Prêmio ACIE de Cinema de 2012 foi a nona edição do Prêmio ACIE, concedido pela Associação dos Correspondentes de Imprensa Estrangeira no Brasil, a ACIE. A entrega dos troféus ocorreu em 7 de maio de 2012 no Centro Cultural Banco do Brasil, no Rio de Janeiro, reunindo diversos profissionais atuantes no cinema brasileiro.
O homenageado da cerimônia foi Fernando Meirelles, que recebeu o Prêmio ACIE pelo conjunto da obra. A Riofilme também recebeu uma homenagem especial pelo seu vigésimo aniversário. O Palhaço se saiu como o grande vencedor da noite, mas o prêmio do júri popular foi para o filme Elvis e Madona, que também levou a maior quantidade de prêmios com 4 vitórias.
Nesta edição, foi criada a categoria Blockbuster Brasil, a qual são nomeados apenas os filmes que ultrapassam 1 milhão de espectadores nos cinemas.

## Indicados e vencedores
Os vencedores estão em negrito na tabela abaixo:
| Melhor Filme O Palhaço – Vânia Catani - Elvis & Madona – Marcelo Laffite e Jaime A. Schwartz - Transeunte – Walter Salles e Maurício Andrade Ramos - VIPs – Fernando Meirelles e Paulo Morelli                                                             | Melhor DireçãoMarcelo Laffite – Elvis & Madona - Cecília Amado – Capitães da Areia - Eryk Rocha – Transeunte - Jeferson De – Bróder |
| Melhor Ator Igor Cotrim – Elvis e Madona como Madona - Fernando Bezerra – Transeunte como Expedito - Selton Mello – O Palhaço como Benjamin / Palhaço Pangaré - Wagner Moura – VIPs como Marcelo Nascimento da Rocha                                       | Melhor Atriz Simone Spoladore – Elvis e Madona como Elvis - Deborah Secco – Bruna Surfistinha como Raquel Pacheco "Bruna Surfistinha" - Ingrid Guimarães – De Pernas pro Ar como Alice Segretto - Karine Teles – Riscado como Bianca Ventura            |
| Melhor Roteiro 180 Graus – Claudia Mattos - Bróder – Newton Cannito - Jardim das Folhas Sagradas – Pola Ribeiro e Henrique Andrade - Transeunte – Manuela Dias e Eryk Rocha                                                                                | Melhor FotografiaLixo Extraordinário – Duda Miranda - Bróder – Gustavo Habda - Corpos Celestes – Kátia Coelho - Os 3 – Ricardo Della Rosa |
| Melhor Trilha Sonora Capitães da Areia – Carlinhos Brown - Corpos Celestes – Ruriá Duprat - Filhos de João, O Admirável Mundo Novo Baiano – Henrique Dantas - VIPs – Antonio Pinto                                                                         | Melhor Documentário Lixo Extraordinário – Angus Aynsley e Hank Levine - As Canções – João Moreira Salles e Maurício Andrade Ramos - Diário de uma Busca – Estelle Fialon e Maurício Andrade Ramos - Reidy, A Construção da Utopia – Ana Maria Magalhães |
| Blockbuster Brasil O Palhaço – Vânia Catani - Assalto ao Banco Central – Marcos Didonet, Vilma Lustosa e Walkiria Barbosa - Bruna Surfistinha – Marcos Baldini, Roberto Berliner e Rodrigo Letier - O Homem do Futuro – Claudio Torres e Tatiana Quintella | Júri Popular Elvis & Madona – Marcelo Laffite e Jaime A. Schwartz |